# 1658 en arts plastiques
| Années des arts plastiques : 1655 - 1656 - 1657 - 1658 - 1659 - 1660 - 1661    |
| Décennies des arts plastiques : 1620 - 1630 - 1640 - 1650 - 1660 - 1670 - 1680 |

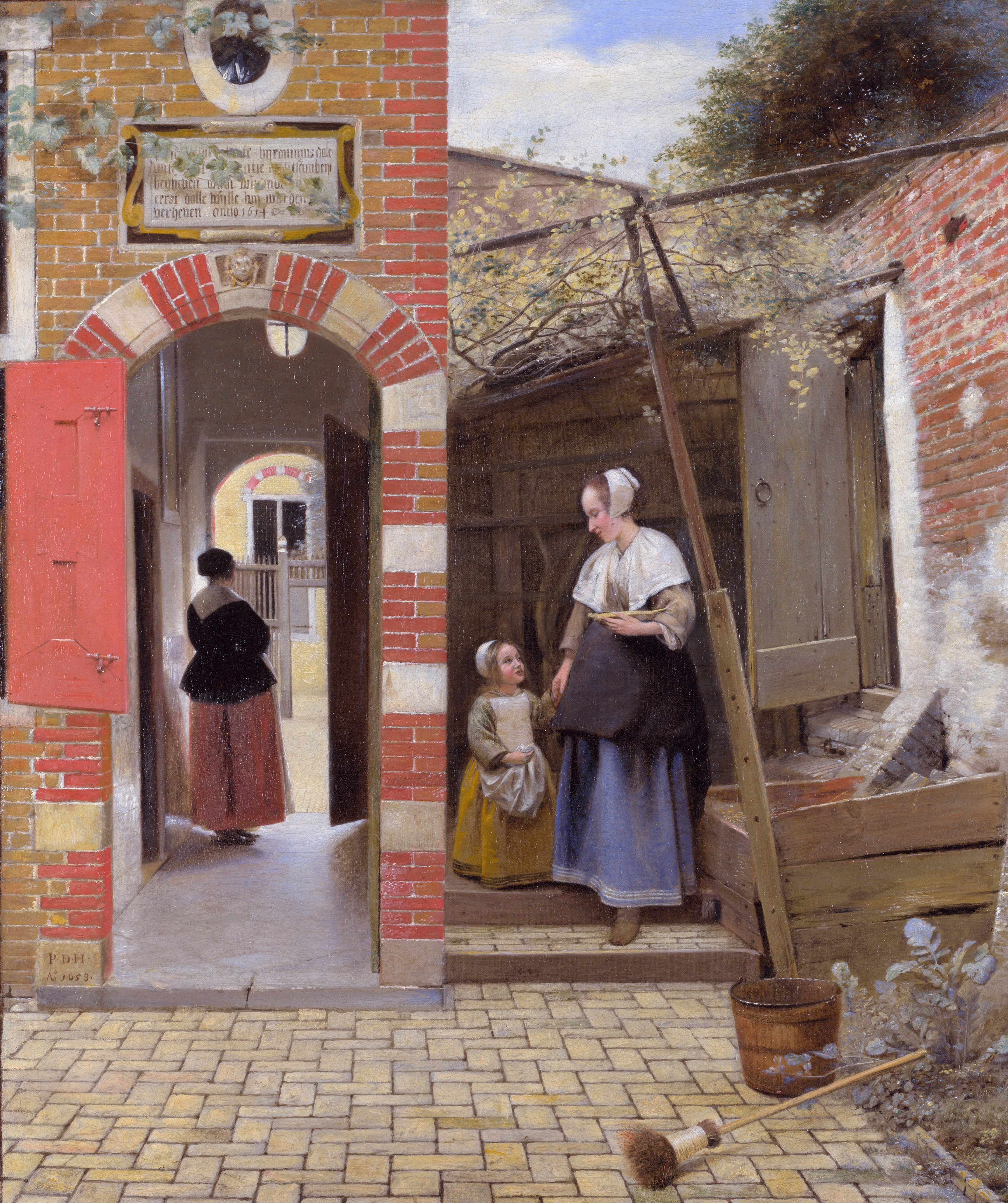
La Porte d'entrée, de Pieter de Hooch.

Cette page concerne l'année 1658 en arts plastiques.

## Naissances
- 11 janvier : Joseph Mulder, graveur néerlandais († 2 janvier 1742),
- 23 mars : Jean-Baptiste Santerre, peintre français († 21 novembre 1717),
- 25 août : Claude Audran III, peintre et graveur français († 27 mai 1734),
- ? :
  - Rinaldo Botti, peintre italien († 31 mars 1740),
  - Frans Werner Tamm, peintre allemand († 1724),
- Vers 1658 :
  - Giuseppe Maria Abbiati, dessinateur et graveur en taille-douce italien († vers 1720),
  - Giovanni Agostino Cassana, peintre baroque italien († 1720).

## Décès
- 11 juin : Domenico Carpinoni, peintre italien (° 1566),
- 9 novembre : Théodore de Sany, carillonneur bruxellois et peintre (° 20 janvier 1599),
- 26 décembre : Simon Guillain, sculpteur français (° 15 juin 1589),
- ? :
  - Francisco Barrera, peintre baroque du siècle d'or espagnol (° 1595),
  - Pieter de Bloot, peintre néerlandais (° vers 1601),
  - Clemente Bocciardo, peintre italien (° 1620),
  - Xiang Shengmo, peintre chinois (° 1597),
  - Christoffel van Sichem le Jeune, graveur néerlandais (° 1581).